# De bloemen die de ziel vertroosten
De bloemen die de ziel vertroosten is een Nederlandse stomme film uit 1914 onder regie van Louis H. Chrispijn.

## Verhaallijn
Helena is verliefd op Louis, haar buurman, met wie ze zich snel zal verloven. In een poging een op hol geslagen paard tegen te houden, loopt Helena een ontsierend litteken over haar gezicht op. Louis verliest zijn interesse en verlooft zich uiteindelijk met haar zus. Helena ziet de zin van het leven niet langer in.

## Rolverdeling
| Acteur                 | Personage      |
| ---------------------- | -------------- |
| Mientje Kling          | Helena         |
| Christine van Meeteren | Helena's zus   |
| Jan van Dommelen       | Helena's vader |
| Louis van Dommelen     | Louis          |